# Triaspis semilissa
Triaspis semilissa är en stekelart som beskrevs av Snoflak 1953. Triaspis semilissa ingår i släktet Triaspis och familjen bracksteklar. Inga underarter finns listade i Catalogue of Life.